# Łobżenica
Łobżenica è un comune urbano-rurale polacco del distretto di Piła, nel voivodato della Grande Polonia.
Ricopre una superficie di 190,68 km² e nel 2004 contava 9 927 abitanti.